# Тахтамыгдинский сельсовет
Тахтамы́гдинский сельсове́т — сельское поселение в Сковородинском районе Амурской области.
Административный центр — село Тахтамыгда.

## История
11 апреля 2005 года в соответствии с Законом Амурской области № 473-ОЗ муниципальное образование  наделено статусом сельского поселения.

## Население
| 2002  | 2010  | 2011  | 2012  | 2013  | 2014  | 2015  |
| ----- | ----- | ----- | ----- | ----- | ----- | ----- |
| 2569  | ↘2124 | ↘2116 | ↘2083 | ↘2041 | ↘2001 | ↘1977 |
| 2016  | 2017  | 2018  | 2021  |       |       |       |
| ↘1953 | ↘1904 | ↘1886 | ↘636  |       |       |       |

## Состав сельского поселения
| № | Населённый пункт | Тип населённого пункта       | Население |
| - | ---------------- | ---------------------------- | --------- |
| 1 | Мадалан          | железнодорожная станция      | ↗367      |
| 2 | Ольдой           | посёлок                      | →21       |
| 3 | Тахтамыгда       | село, административный центр | ↘1498     |